# 徐龛
徐龛（3世纪—322年），东晋叛将，后又重新降晋，却因反复而不被接纳，终被后赵擒杀。

## 生平
徐龛是泰山郡人，果勇但品行不好。本为强盗，以劫掠为生，行动如同暴风雨。太兴元年（318年）十一月，司马飏受任为泰山太守、镇武将军，准备卖了宅子赴任，丞相令史戴洋却阻止，说他不能上任只能回来，司马飏果然为徐龛所逼无法上任。徐龛被任为泰山太守。
十二月，彭城内史周抚杀沛国内史周默，率众投降汉国大将军石勒。晋元帝诏下邳内史刘遐领彭城内史，与徐州刺史蔡豹、徐龛一起讨伐他。
太兴二年（319年）二月，刘遐、徐龛在寒山打败周抚，徐龛部将于药追斩周抚，传首京师。但朝廷论功以刘遐为先，任为临淮太守，徐龛怒，四月，以泰山叛晋，投降石勒，自称安北将军、兖州（一作交州）刺史。
六月，徐龛寇掠济、岱，八月，打败东莞郡太守侯史施，占据了他的坞堡。兖州在徐龛和石勒攻打下援军断绝，百姓饿得吃老鼠、燕子，但在兖州刺史郗鉴领导下，没有背叛的，而且人口发展到数万人。石勒派侄子中山公石虎攻打徐龛，徐龛畏惧，请求降晋，元帝准许了，但徐龛随即又叛投石勒。元帝问侍中王导谁可以讨伐徐龛，王导说太子左卫率羊鉴是徐龛所守泰山郡的望族，必能制服徐龛。八月，元帝以羊鉴为行征虏将军、征讨都督，督蔡豹、武威将军侯礼、刘遐、鲜卑段文鸯等讨伐徐龛。佐著作郎虞预上疏称徐龛等势力尚未平定，需要良将。
太兴三年（320年）闰三月，羊鉴讨伐徐龛，顿兵下邳，不敢前进。蔡豹在檀丘打败徐龛，徐龛求救于已经自立的石勒所建立的后赵，派使者对石勒陈说讨伐蔡豹的计策。石勒遣将王伏都（一作王步都）率数百骑为前锋相救，又命张敬（一作张景）率骑兵为后继，共计数百骑。徐龛继续求援时，石勒以对付外敌为由推辞，却反过来一味索取，王伏都又奸淫徐龛妻妾。徐龛知道石勒不肯相救，又为王伏都的暴行感到自危。张敬到东平，徐龛怀疑他要袭击自己，于是于五月斩了王伏都等三百余人，率众重新请求降晋。石勒大怒，命张敬据险与其对峙。元帝亦厌恶徐龛反复，不受其降，敕令羊鉴、蔡豹选择时机进军讨伐。羊鉴、刘遐彼此猜忌，疑虑不进军，蔡豹也久久不得进军。尚书令刁协上疏奏请暂缓征讨，弹劾羊鉴，羊鉴免死除名，以蔡豹代领其兵。王导因自认为举荐失当，上表弹劾自己，请求元帝贬黜，元帝不准。
八月，石勒遣石虎率步骑四万攻打徐龛。九月，徐龛派长史刘霄送妻儿为人质请求投降，石勒答应了。蔡豹屯卞城进逼徐龛，被屯钜平的石虎派将攻击，退守下邳，为徐龛所败，徐龛在檀丘袭取蔡豹辎重，蔡豹部下将军留宠、陆党力战而死。蔡豹因兵败想回京谢罪，北中郎将王舒劝他暂且留下为百姓抵御赵军，等赵军退了再谢罪不晚。元帝派使者命王舒将蔡豹抓回京城建康处决。
太兴四年（321年）二月，徐龛又请求率众降晋。永昌元年（322年）二月，石勒遣石虎率内外精兵四万讨伐徐龛。徐龛坚守不战，石虎就地造房子耕地，修筑围城工事困住他。七月，攻陷泰山郡，将徐龛擒送都城襄国。石勒将徐龛装在口袋里，从百尺高楼上扔下去摔死，命王伏都等人的妻儿剖开他的尸体取出他的心肝吃掉，坑杀其降卒三千人。徐龛被平定后，刘遐被任为北中郎将、兖州刺史。